# Noordse pijlinktvis
De Noordse pijlinktvis (Loligo forbesii) is een inktvissensoort uit de familie Loliginidae. De wetenschappelijke naam van de soort werd in 1856 gepubliceerd door Japetus Steenstrup.